# Herzog von Arión

Wappen der Herzöge von Arión

Herzog von Arión ist ein spanischer Adelstitel, der 1725 von König Philipp V. an Baltasar de Zúñiga y Guzmán, 2. Marqués de Valero, den jüngeren Sohn von Juan de Zúñiga, 9. Duque de Béjar, verliehen wurde, der selbst ohne Nachkommen blieb. Seine Schwester erbte den Titel, und in deren Nachkommenschaft besteht er bis heute. Derzeitiger Herzog von Arión ist Gonzalo Fernández de Córdoba y Larios (* 1934), 9. Duque de Arión.

## Herzöge von Arión
- Baltasar de Zúñiga y Guzmán (1658–1727), 2. Marqués de Valero, Marqués de Ayamonte, Marqués de Alemquer, 1. Duque de Arión, keine Nachkommen.
- Manuela de Zúñiga y Guzmán, dessen Schwester, 2. Duquesa de Arión; ⚭ Francisco Casimiro Antonio Pimentel de Quiñones y Benavides, 12. Conde y 9. Duque de Benavente
  - Antonio Francisco Pimentel de Zúñiga Vigil de Quiñones, 13. Donde y 10 Duque de Benavente; ⚭ I María Ignacia de Borja, Tochter von Pascual Francisco de Borja, 10. Duque de Gandia; ⚭ II Marie Philippe de Hornes, Tochter von Philippe de Hornes, Comte de Houtekercke
- Ignacio Pimentel y Borja († 1764), dessen jüngerer Sohn aus erster Ehe, 11. Duque de Medina del Río Seco, 3. Duque de Arión, keine Nachkommen
  - Manuela Pimentel y Zúñiga († 1742), Tochter von Herzogin Manuela; ⚭ Agustín Fernández de Velasco y Bracamonte, 6. Conde de Peñaranda de Bracamonte
- Martín Fernández de Velasco (1729–1775), 12. Duque de Frías, 4. Duque de Arión; ⚭ Isabel María Spínola, 16 Condesa de Siruela, 5. Duchessa di San Pietro di Galatino, Principessa di Molfetta, Tochter von Francesco Maria Spinola Contreras, Principe di Molfetta
  - Bernardino IV. Fernández de Velasco Pimentel, dessen älterer Bruder († 1771), 11. Duque de Frías; ⚭ María Josefa Pacheco Téllez-Girón, Tochter von Manuel Gaspar Alonso de Sandoval Téllez-Girón, 5. Duque de Uceda
  - María de la Portería Fernández de Velasco († 1796), dessen Tochter, 9. Condesa de Peñaranda de Bracamonte; ⚭ Andrés Manuel Alonso Pacheco Téllez-Girón y Toledo, 7. Duque de Uceda
  - Diego Pacheco Téllez-Girón (später : Fernández de Velasco) (1754–1811), deren Sohn, 7. Duque de Uceda,
- María del Carmen Pacheco Téllez-Girón (1765–1828), dessen Schwester, 5. Duquesa de Arión; ⚭ Manuel Antonio Maria de la Soledad Fernández de Córdoba y Pimentel, 8. Marqués de Malpica
- Joaquin Fernández de Córdoba Pacheco Téllez-Girón (1787–1871), deren Sohn, 6. Duque de Arión; ⚭ María de la Encarnacion Francisca de Asis Bohorques y Chacón, Tochter von Nicolás Mauricio Álvarez de las Asturias Bohorques Guevara Enríquez de Castilla, 6. Marqués de los Trujillos
  - Joaquin Fernández de Córdoba y Álvarez de las Asturias Bohorques (1816–1847), dessen Sohn, Marqués de Povar; ⚭ María del Carmen Alvarez de las Asturias Bohorques y Guiraldes, 1. Condesa de Santa Isabel, Tochter von Mauricio Nicolás Álvarez de las Asturias Bohorques Chacón Carrillo de Albornoz Guevara, 2. Duque de Gor,
- Fernando Fernández de Córdoba y Álvarez de las Asturias-Bohorques (1845–1891), 7. Duque de Arión; ⚭ Blanca Rosa Ana Joaquina Francisca de Osma y Zavala, Tochter von Joaquín José de Osma y Ramírez de Arellano
- Fernando Manuel Pedro de Alcántara Fernández de Córdoba y Osma (1870–1957), 8. Duque de Arión, 2. Duque de Cánovas del Castillo; ⚭ María de la Luz Mariátegui y Pérezde Barradas, 4. Marquesa de Bay, Tochter von Manuel de Mariátegui y Vinyals, Conde de San Bernardo
  - Fernando Alfonso Victoria María de la Luz Joaquin Fernández de Córdoba y Mariátegui (1906–1938), dessen Sohn, Marqués de Povar; ⚭ Natalia Leopoldina Leocadia Emilia Josefa Lorenza Larios y Fernandez de Villavicencio, Tochter von Pablo Larios y Sánchez de la Piña
- Gonzalo Fernández de Córdoba y Larios (* 1934, gest. 12. August 2013[1]),
- 9. Duque de Arión; ⚭ Beatriz Prinzessin zu Hohenlohe-Langenburg, Tochter von Prinz Max Egon zu Hohenlohe-Langenburg